# La Vieille et les Deux Servantes
La Vieille et les Deux Servantes est la sixième fable du livre V de Jean de La Fontaine situé dans le premier recueil des Fables de La Fontaine, édité pour la première fois en 1668.
Il était une Vieille ayant deux Chambrières.

 Elles filaient si bien que les Sœurs Filandières 

 Ne faisaient que brouiller au prix  de celles-ci.

 La Vieille n'avait point de plus pressant souci

 Que de distribuer aux Servantes leur tâche.

Dès que Téthis chassait Phébus aux crins dorés ,

Tourets entraient en jeu, fuseaux étaient tirés ;

            Deçà, delà, vous en aurez ;

            Point de cesse, point de relâche.

Dès que l'aurore, dis-je, en son char remontait,

Un misérable ccoq à point nommé chantait :

Aussitôt notre Vieille, encor plus misérable

S'affublait d'un jupon crasseux et détestable,

Allumait une lampe, et courait droit au lit

Où, de tout leur pouvoir, de tout leur appétit,

            Dormaient les deux pauvres servantes.

L'une entr'ouvrait un œil ; l'autre étendait un bras ;

             Et toutes deux, très mal contentes,

Disaient entre leurs dents : Maudit Coq tu mourras.

Comme elles l'avaient dit, la bête fut grippée ;

Le Réveille-matin eut la gorge coupée.

Ce meurtre n'amenda nullement leur marché.

Notre Couple au contraire à peine était couché,

Que la Vieille, craignant de laisser passer l'heure,

Courait comme un Lutin par toute sa demeure.

            C'est ainsi que le plus souvent,

Quand on pense sortir d'une mauvaise affaire,

            On s'enfonce encor plus avant :

            Témoin ce Couple et son salaire.

La Vieille, au lieu du coq les fit tomber par là

            De Charybde en Scylla .
— Jean de La Fontaine, Fables de La Fontaine, La Vieille et les deux Servantes